# Infected Rain
Infected Rain je kapela, která se prezentuje jako nu metalová, ve své hudbě používá i jiné žánry, jako například melodický death metal nebo metalcore. Přestože se jedná o metalovou kapelu, nebojí se experimentovat s různými žánry, příkladem toho může být hip hopová píseň „Intoxicating“. Frontmankou kapely je zpěvačka Lena Scissorhands, která využívá techniky zpěvu screaming, growling, čistý zpěv, i rap „Intoxicating“

## Historie
Kapelu založili v roce 2008 Lena Scissorhands, Vidick a DJ Kapa. Poprvé se objevili 3. srpna 2008 na koncertě věnovanému kapele Slayer. Ještě koncem téhož měsíce nahráli své první demo CD obsahující písně „With Me“, „Parasite“ a „No Idols“. Následující 2 roky vystupovali v Moldavsku, na Ukrajině a v Rumunsku. Mezitím v létě 2009 vydali EP se 6 písněmi: „Judgmental Trap“, „Panika“, „No More“, „Escape“, „Go Away“ a „Homeless“. Téhož roku vyhráli první místo na Big Up! Urban Fest. V roce 2010 natočili první videoklip k písni Judgmental Trap.
Debutové album Asylum vyšlo 25. listopadu 2011, poté kapela vyjela na turné do Rumunska, k podpoře svého alba. V lednu 2012 kapela vydala svůj druhý videoklip k písni „At the Bottom of the Bottle“ a krátce poté vystoupila kapela na Metal Special Fest jako headliner. V červnu skupina hrála na OST festu 2012 v hlavním městě Rumunska Bukurešti na stejném pódiu s Dimmu Borgir a Mötley Crüe. Ve spolupráci s Moldova Extreme Moto Cross následně vydali videoklip k písni „Me aganist you“.
Dne 15. května 2014 kapela vydala druhé album Embrace Eternity a následně v září a říjnu uskutečnili turné v 12 zemích. Během tohoto roku vystoupili na FajtFestu v České republice.
V roce 2016 skupina odstartovala novou tvrdší éru, vydáním videoklipu k singlu „Serendipity“. Následovaly písně „Mold“ a „Orphan Soul“. Skladba „Orphan Soul“ je pro kapelu velmi významná, Lena ji dokonce označila za píseň, která ji reprezentuje.
Následujícího roku vyšlo album 86, které obsahovalo zmíněné písně a bylo vydáno 20. dubna 2017.

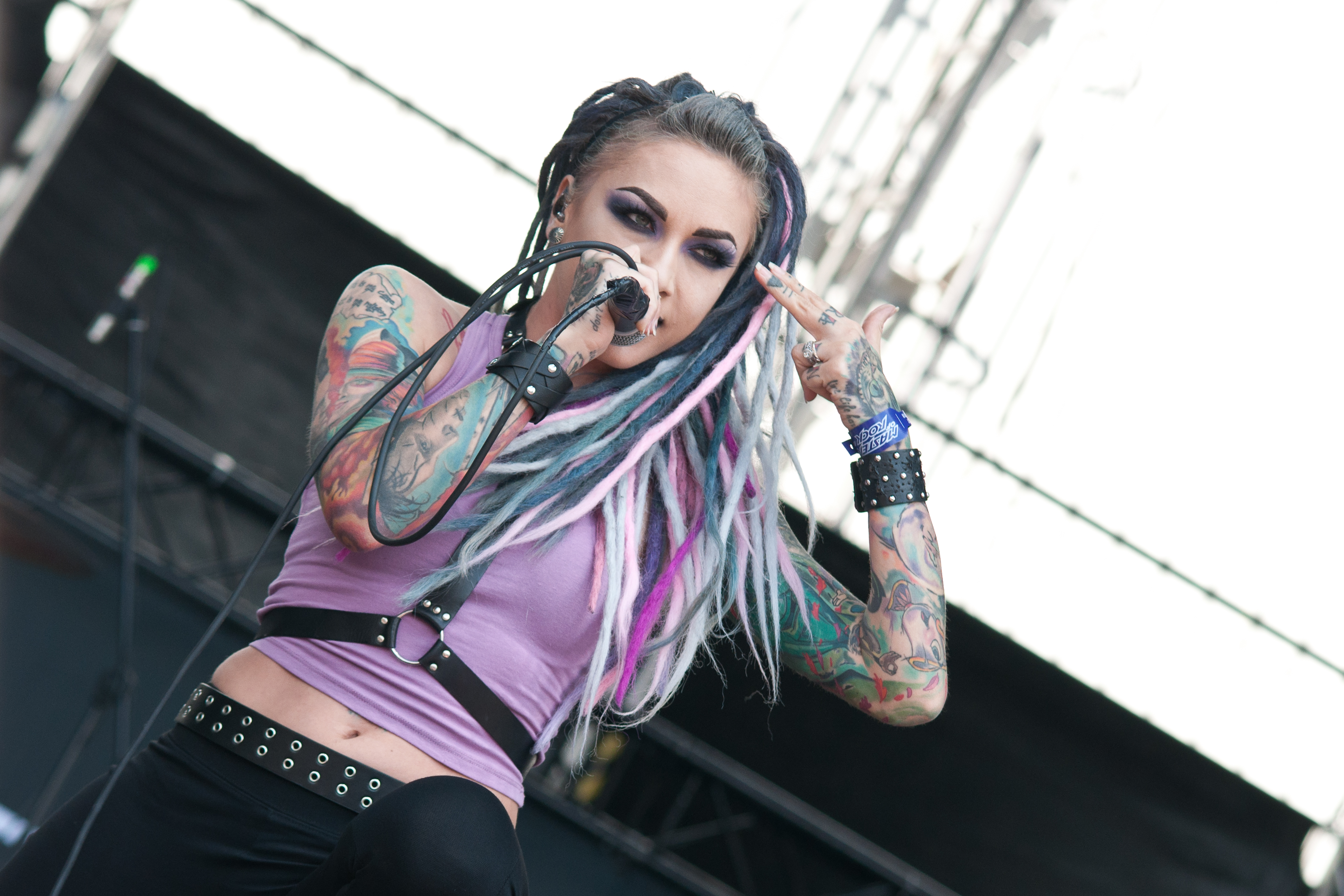
Lena Scissorhands na Masters of Rock 2018

Dne 13. února 2019 poprvé Infected Rain podepsali smlouvu s vydavatelem, konkrétně s Napalm Records. Na Valentýna, téhož roku, vydali videoklip k písni „Passerby“, po kterém následovaly videoklipy „The Earth Mantra“, „Lure“ a „Storm“ z později téhož roku vydaného alba Endorphin.
Dne 4. května skupinu opustili dlouholetí členové - baskytarista Vladimir Babich a jeho bratr - kytarista Serghey Babich. Téhož dne byla oznámena nová členka skupiny - baskytaristka Alice Lane.

## Členové kapely

### Současní členové
- Elena „Lena Scissorhands“ Cataraga - zpěv (2008 - současnost)
- Vadim „Vidick“ Ojog - kytara (2008 - současnost)
- Eugen Voluta - bicí (2012 - současnost)
- Alice Lane - baskytara (2023 - současnost)

### Bývalí členové
- Ivan Kristioglo (DJ Kapa) - diskžokej (2008 - 2010)
- Andrei „Mednyi“ - kytara (2008 -2010)
- Vadim Protsenko - bicí (2008 - 2012)
- Vladimir Babich - baskytara (2008 - 2023)
- Sergey Babich - kytara (2010 - 2023)

Timeline

## Diskografie

### Demo
- 2008: Demo 2008
- 2009: EP Judgemental Trap

### Studiová alba
- 2011: Asylum
- 2014: Embrace Eternity
- 2017: 86
- 2019: Endorphin
- 2022: Ecdysis

### Singly
- 2013: Stop Waiting
- 2016: Serendipity
- 2016: Intoxicating
- 2017: Mold
- 2017: Fool The Gravity
- 2019: Passerby
- 2019: The Earth Mantra
- 2019: Lure
- 2019: Storm
- 2019: Black Gold[4]
- 2023: Dying Light